# Keltis
Keltis è un gioco da tavolo creato da Reiner Knizia che ha vinto il Spiel des Jahres nel 2008. Nella versione Statunitense, il gioco è stato ribattezzato Lost Cities: The Board Game e sono state apportate alcune piccole modifiche alle regole.
Si tratta di un gioco da tavolo che si basa sul gioco di carte di Knizia Lost Cities.
Il punteggio dei giocatori dipende dalle carte giocate. Le carte devono essere giocate in ordine ascendente o discendente. Giocando 1-3 carte dello stesso colore si ottiene un punteggio negativo per tale colore. Ogni carte giocata aumenta il punteggio e quando si sono giocate 4 o più carte dello stesso colore, si guadagnano dei punti positivi per tale colore per ciascuna giocata di questo genere. I progressi vengono registrati attraverso l'uso di gettoni.
Punti aggiuntivi si possono guadagnare collezionando durante il gioco pietre o terre sui quadri dei bonus.